# 車いすラグビー

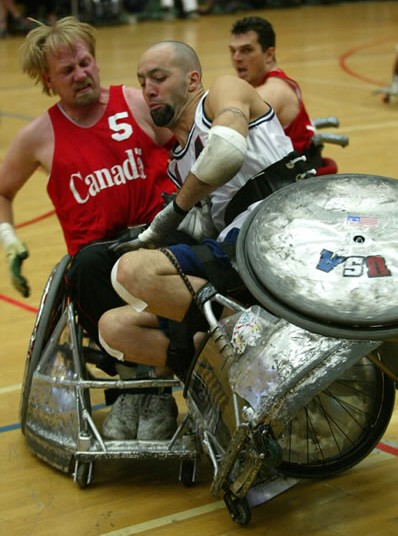
車いすラグビー

車いすラグビー（くるまいすラグビー、英: wheelchair rugby）は、四肢に麻痺のある障害者が車いすで競技する障害者スポーツの1つ。ウィルチェアーラグビー、クアドラグビーなどの呼称がある。車いす同士がぶつかり合う激しいボディコンタクトがあるのが特徴で、北米ではマーダーボール（殺人球技）とも呼ばれた。ワールドウィルチェアーラグビー（WWR; World Wheelchair Rugby）が国際統括している。日本では、一般社団法人日本車いすラグビー連盟（JWRF; Japan Wheelchair Rugby Federation）が統括。

## 沿革
バスケットボール、ラグビー、アイスホッケーなどの要素を採り入れ、1977年、カナダで考案された。初の国際大会は1982年、アメリカとカナダの間で行われた。
1996年アトランタパラリンピックで公開競技として披露され、2000年シドニーパラリンピックからパラリンピックの公式競技となった。
1996年11月に日本国内で正式に競技が行われ、1997年4月に「日本ウィルチェアーラグビー連盟」（現・日本車いすラグビー連盟）が設立された。
2023年10月、フランスで行われている「ラグビーワールドカップ2023」に合わせて、ワールドウィルチェアラグビーの主催により「国際車いすラグビーカップ2023」（IWRC2023; International Wheelchair Rugby Cup 2023）がパリで開催された。この大会は、ラグビーユニオンを統括するワールドラグビー、ラグビーワールドカップ、ラグビーワールドカップ2023フランス組織委員会、そしてフランス障がい者スポーツ連盟との提携の下、ラグビーワールドカップの一部として行われた。これは、車いすラグビーの世界トップクラスの選手が出場する大会と、ラグビーユニオンの世界最高峰の大会が、初めて同時に同じ国で開催されることとなった。

## 主な国際大会
- パラリンピック
- 車いすラグビー世界選手権 - パラリンピックの間（パラリンピックの2年前）に開催。
- 国際車いすラグビーカップ - 健常者男子ラグビーワールドカップと同時期・同開催国で実施。健常者ラグビー国際統括団体ワールドラグビーと提携し、2023年に初実施[4][2]。
- 車いすラグビーワールドチャレンジ2019 - 2019年10月16 - 20日に日本で開催。世界ランキング上位8か国が参加した。

## ルール

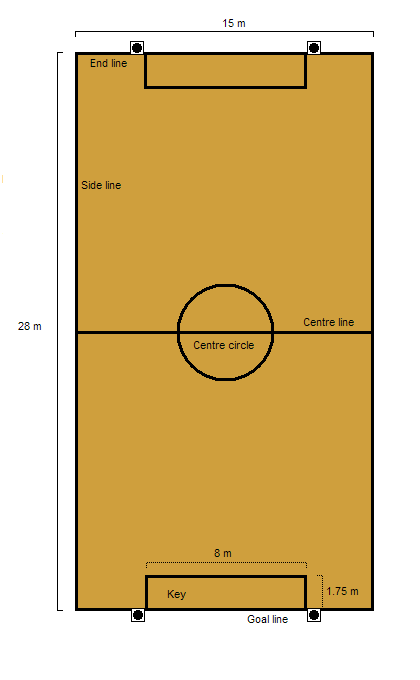
コート

- バスケットボールのコート (28 x 15 [m]) を利用する。
- 試合は1ピリオド8分、4ピリオドで行う。
- 車いすバスケットボール同様、持ち点制を採用しており、1チーム4名男女混合で競技し、障害のレベルに応じて0.5点（障害が重い） - 3.5点（障害が軽い）の合計8.0点を超えないようにチームを構成しなければならない。（女性が一人でも参加の場合は8.5点編成となりそれ以上にはならない）。
- ラグ車と呼ばれる競技用車いすのものにバンパーやウィングがついたディフェンス用（ローポインター）とオフェンス用（ハイポインター）が用いられる。
- バレーボールの試合球（5号球）サイズの球形のボールを用いる。
- ボールをエンドラインから10秒以内に味方へインバウンド（パス）し、受け取ってから12秒以内でハーフラインを超えるかボールを前方へパスして超えさせ、インバウンドからの総計40秒以内で相手の2本のゴールポスト（パイロン）で区切られた敵陣のゴールライン（エンドライン）を越えなければならない。
- また、ハーフラインを一度越えた場合に再度越えて戻ることは許されない
- パス (本来のラグビーとは違って前方OK）やドリブル（10秒以内にパスもしくは一度下へバウンドを要する）、膝の上にのせるなどして運ぶことで得点する。
- 相手チームの攻撃を妨害する際は、車いすによるタックルが認められている。（車いす競技では唯一認められている行為）
- タックルは、相手競技者のタイヤの主軸より後方からコンタクトし、且つ転倒させた場合には反則となる。
- 上記、いずれかが犯された場合にはターンオーバーとなり、相手へボールの所有権が与えられる。（状況によりサイドライン、コーナーからのインバウンド（パス）となる）

## 競技紹介動画
- 車いすラグビー×ちばてつや（NHK制作）

## 日本の車いすラグビー
「日本車いすラグビー連盟」「車いすラグビー日本代表」も参照。
1996年11月、日本で車いすラグビーの競技会が初めて行われる。
パラリンピックは、2004年アテネ大会から2024年パリ大会まで、6大会連続で日本代表が出場している。
2016年のリオデジャネイロパラリンピックの3位決定戦でカナダと対戦して52-50で勝利し、銅メダルを獲得した。
2018年、車いすラグビー世界選手権決勝でオーストラリア代表を62-61で破り優勝。
2018年度国内登録のチームは11チーム。
2019年4月1日、「ウィルチェアーラグビー」から「車いすラグビー」に日本語の競技名を変更。
2019年10月16 - 20日、車いすラグビーの国際大会「車いすラグビーワールドチャレンジ2019」（日本障がい者スポーツ協会、日本車いすラグビー連盟主催）が開催された。世界上位8か国（日本、イギリス、フランス、ブラジル、オーストラリア、アメリカ、カナダ、ニュージーランド）が出場した。優勝はアメリカ、準優勝はオーストラリア、3位は日本だった。
2021年8月29日、東京パラリンピックの３位決定戦でオーストラリアと対戦して60-52で勝利し、銅メダルを獲得した。
2022年度国内登録チームは、9チーム。
2023年10月22日、パリで開催された 国際車いすラグビーカップ2023（International Wheelchair Rugby Cup 2023、IWRC2023）において、50-49で開催国フランスを下し、銅メダルを獲得した。このIWRC2023には、日本、オーストラリア、カナダ、フランス、イギリス、アメリカ、デンマーク、ニュージーランドの8か国が参加。

2024年9月2日深夜、2024年パリパラリンピックの決勝戦でアメリカと対戦し、48-41で勝利し、金メダルを獲得した。
- 3位決定戦 日本vsイギリス戦
- 同左
- 同左
- 同左、スコアーボード